# Rudawa (Tłumaczów)
Rudawa (niem. Rudelsdorf, cz. Rudava) – przysiółek wsi Tłumaczów w Polsce, położony w województwie dolnośląskim, w powiecie kłodzkim, w gminie Radków.
W latach 1975–1998 przysiółek administracyjnie należał do województwa wałbrzyskiego.

## Położenie, historia
Niewielki przysiółek położony przy granicy państwowej u podnóża Gór Suchych. Powstał w XVIII w. jako kolonia Tłumaczowa.